# Kompartment
Kompartment je část celku, která má specifické vlastnosti. Obvykle je od ostatních částí oddělen zřetelnou vnější hranicí.
Pojem se používá zvláště v buněčné biologii pro označení funkčních a strukturních oddílů endomembránového systému v eukaryotické buňce.